# La Cage aux souris
Pour les articles homonymes, voir La Cage.
Pour plus de détails, voir Fiche technique et Distribution.
La Cage aux souris est un film français réalisé par Jean Gourguet, sorti en 1954.

## Synopsis
Sous l'Occupation, la directrice d'une maison de redressement pour filles est remplacée par une collaboratrice. Trois élèves s'évertuent à cacher un résistant.

## Fiche technique
- Titre : La Cage aux souris
- Réalisation : Jean Gourguet, assisté de Yannick Andréi
- Scénario : Jean Gourguet
- Photographie : Scarciafico Hugo
- Montage : Daniel Lander
- Musique : José Cana
- Son : Maurice Carrouet
- Production : Jean Gourguet
- Société de production : Société Française de Production
- Société de distribution : Héraut Film
- Pays d'origine :  France
- Format : Noir et blanc - Son mono
- Genre : Comédie
- Durée : 95 minutes (1 h 35)
- Date de sortie : 
  - France : 11 octobre 1954
- Affiche : Constantin Belinsky (France)

## Distribution
- Raymond Bussières : Arthur dit Tutur
- Dany Carrel : Manouche
- Dora Doll : Salade
- Dominique Page : Ficelle
- Michel François : Michel
- Yves Massard : Franck
- Maryse Martin : Roquet
- Solange Sicard : Gros Lolo
- Maximilienne : Mlle Frador
- Suzanne Grey : La Chouette
- Évelyne Ker
- Jean Lanier
- Jany Castel : Béguin
- Marie-France Chantaine : Tigresse
- Annie Villiers : Crapaud
- Milena Nervi : Marie Pipi-au-lit
- Monique Martino : Culotte
- Régine Lovi : Follette
- Renée Delmas : Jo
- Arlette Francos : Gras-Double
- Françoise Brille : Cra-Cra
- Susi Jera : Rumba
- Odette Dard : Grande Bique
- Nicole Donner : Quinquin
- Gisèle Galvani : Raton
- Annette Serra : Caniche
- Bob Jéra